# Racemobambos hirsuta
Racemobambos hirsuta är en gräsart som beskrevs av Richard Eric Holttum. Racemobambos hirsuta ingår i släktet Racemobambos och familjen gräs. Inga underarter finns listade i Catalogue of Life.